# Kevin Mbouandé Mbenga
Kevin Mbouandé Mbenga, de son vrai nom Nkollot Kekoua Igor Kevin, né le 31 décembre 1973 en république du Congo, est un musicien, auteur-compositeur et arrangeur congolais. Il est surtout connu sous le nom de scène Le Métatron. Fondateur et leader de l'orchestre Patrouille des Stars depuis 1997.

## Biographie
Kevin Mbouandé Mbenga est passionné par la musique depuis son jeune âge. Après les troubles sociaux de juin 1997 à Brazzaville, il contribue avec un groupe de jeunes du quartier populaire Mikalou à créer l'orchestre "Patrouille des Stars" officiellement fondé le 17 décembre 1997. Ce groupe mêle modernité et traditions congolaises et connaît rapidement un succès grandissant sur la scène locale et continentale.
Le Métatron se distingue par son approche artistique caractérisée par la fusion des rythmes traditionnels congolais avec des sonorités urbaines modernes, donnant naissance à un style qu’il a nommé « matakarisation », promouvant des valeurs de joie, paix et unité sociale par la danse et le chant.
En 2000, Patrouille des Stars sort son deuxième album Embargo, enregistré à Douala (Cameroun), qui obtient un accueil favorable et une nomination au prestigieux Kora Award en Afrique du Sud la même année. L’orchestre est ensuite invité à Paris pour enregistrer son troisième album Correction (2001), salué comme meilleur album de l’année avec la chanson phare « Corps et âme ».
En parallèle, Kevin Mbouandé développe une carrière solo notable. Son premier album solo, Deuxième Monde, est publié en décembre 2015 sous la production Bebert Etou production. Cet opus de douze titres, rythmé et énergique, explore des thèmes variés tout en mettant en avant la danse matakara. Quelques titres phares de son répertoire incluent « Le papa-le papa », « Satana », « Tonton partout partout », « Congo uni » et « Likundu », qui sont largement diffusés et appréciés.
En 2018, son album 312 Métaphysique aborde des questions spirituelles, sociales et politiques, renforçant sa réputation d'artiste engagé. Ce disque lui vaut plusieurs récompenses, notamment le prix de l'Artiste de l'année et de la Meilleure chanson populaire aux Awards Studio 210.
Kevin Mbouandé Mbenga continue d’innover et prépare un nouvel album intitulé Ligne Rouge.

## Distinctions
Au cours de sa carrière, Kevin Mbouandé Mbenga a reçu plusieurs prix et distinctions majeurs :
- Prix Tam-Tam d’or en 2010 avec la chanson « Tonton partout partout »

- Sanza de Mfoa pour le meilleur album en 2016

- Meilleur artiste Sanza de Mfoa en 2017

- Trophée Pool Malebo en 2018

- Artiste de l’année et Meilleure chanson populaire aux Awards Studio 210 en 2018, notamment pour son album 312 Métaphysique et des titres comme « Le papa-le papa »

Il a également été désigné ambassadeur de la marque Primus en 2025, reconnaissance de sa notoriété et de son talent.

## Albums
- Bus Kanga Bissaka (avec Patrouille des Stars, date antérieure à 1999)

- Embargo (Patrouille des Stars, 1999)

- Correction Totale (enregistré à Paris, autour de 2001)

- Deuxième Monde (2015, album solo produit par Bebert Etou production, 12 titres)

- 312 Métaphysique (2018, abordant des thèmes spirituels et sociaux)

- Ligne Rouge (annoncé pour 2025)

Parmi les singles et morceaux populaires figurent « Le papa-le papa », « Satana », « Tonton partout partout », « Congo uni », « Eteya yo », « Likundu » ces albums mêlent rumba congolaise, ndombolo, sébène et musiques urbaines africaines, avec un style personnel appelé « matakarisation » qu’il a popularisé.